# 아에게
주식회사 일반전자회사(독일어: Allgemeine Elektricitäts-Gesellschaft AG 알게마이네 엘렉트리키테츠-게젤샤프프 악티엔게젤샤프트[*]), 약자 아에게(독일어: AEG)는 1883년 베를린에서 에밀 라테나우가 창업한 기업이다. 제2차 세계 대전 이후 프랑크푸르트 암마인으로 본사를 이전했다.
1967년 AEG는 자회사 텔레풍켄과 합류하였고, 1985년 다임러 벤츠는 AEG를 매입하고 1996년 회사를 다임러 벤츠로 완전히 합병하였다. AEG의 나머지는 ADtranz 및 도이체 에어로스페이스 (현재 DASA)의 일부가 되었다.